# Mermessus bryantae
Mermessus bryantae är en spindelart som först beskrevs av Ivie och Barrows 1935.  Mermessus bryantae ingår i släktet Mermessus och familjen täckvävarspindlar. Inga underarter finns listade i Catalogue of Life.